# جامع خالد بن الوليد

لوح رخامي منقوش عليه مقولة خالد بن الوليد قبل موته.

جامع خالد بن الوليد هو مسجدًا وجامع، يقع في مدينة حمص في سوريا ويقع في منطقة الخالدية في الجهة الشمالية الشرقية من مدينة حمص الواقعة على نهر العاصي. بُني على يد المهندس العثماني سينان يزعم البعض بأن خالد بن الوليد مدفون في الجامع، وقيل إن صاحب القبر هو خالد بن يزيد ابن معاوية.

## تاريخ المسجد

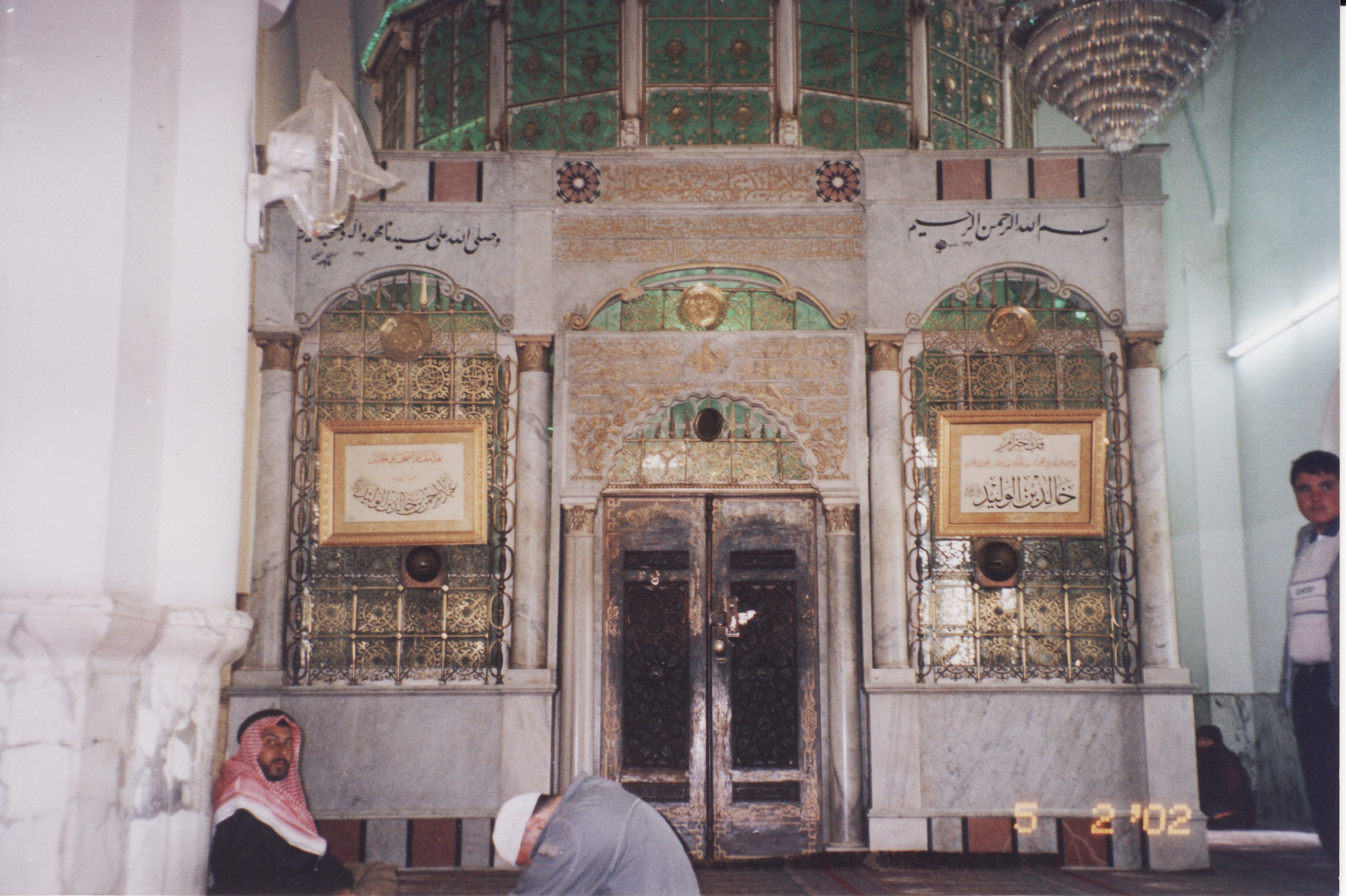
ضريح خالد بن الوليد في المسجد الذي يحمل اسمه في حمص

يعود بناء جامع خالد بن الوليد إلى القرن السابع الهجري (القرن: 13 ميلادي) والبناء الحالي إلى العهد العثماني في القرن 19 الميلادي أيام السلطان عبد الحميد الثاني حيث أقيم المسجد الجامع على أنقاض المسجد القديم الذي كان قائمًا في نفس المكان في مدينة حمص ومبني وفق الطراز المملوكي أيام السلطان الظاهر بيبرس في القرن السابع الهجري، ويتميز الجامع الحالي ببناء على الطراز العثماني المتصف بالتناوب بين اللونين الأبيض والأسود في حجارته ممزوجًا بطراز سوري جميل.
وقال ابن بطوطة: «وبخارج هذه المدينة قبر خالد بن الوليد سيف الله ورسوله، وعليه زاوية ومسجد وعلى القبر كسوة سوداء.». وبجانب قبر خالد يقع قبر آخر يُنسب لابنه عبد الرحمن بن خالد بن الوليد، وفي المسجد قبر آخر يقال أنه قبر عبيد الله بن عمر بن الخطاب.
وقال ياقوت الحموي: «وبها - أي حمص - دار خالد بن الوليد، رضي الله عنه، وقبره فيما يقال، وبعضهم يقول إنه مات بالمدينة ودفن بها وهو الأصح، وعند قبر خالد قبر عياض بن غنم القرشي، رضي الله عنه، الذي فتح بلاد الجزيرة، وفيه قبر زوجة خالد بن الوليد وقبر ابنه عبد الرحمن، وقيل: بها قبر عبيد الله بن عمر بن الخطاب، والصحيح أن عبيد الله قتل بصفين، فإن كان نقلت جثته إلى حمص فالله أعلم، ويقال: إن خالد بن الوليد مات بقرية على نحو ميل من حمص، وإن هذا الذي يزار بحمص إنما هو قبر خالد بن يزيد ابن معاوية، وهو الذي بنى القصر بحمص، وآثار هذا القصر في غربي الطريق باقية».

## صاحب القبر

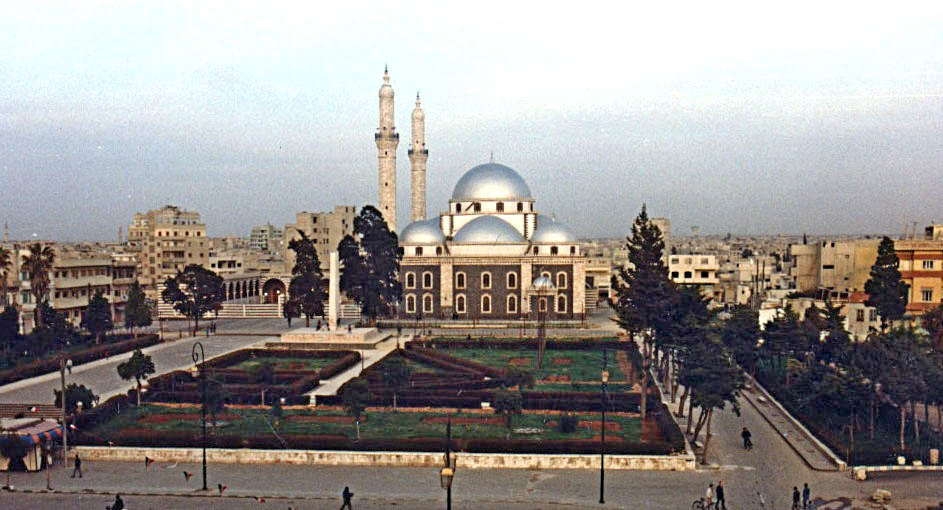
مسجد خالد بن الوليد في حمص: تخليدٌ لقائد مسلم عظيم

يزعم البعض بأن خالد بن الوليد مدفون في الجامع، وقيل إن صاحب القبر هو خالد بن يزيد ابن معاوية. قال ياقوت الحموي: «وإن هذا الذي يزار بحمص إنما هو قبر خالد بن يزيد ابن معاوية». وجاء في كتاب مجموع فتاوى ابن تميمة: «ومنها " قبر خالد " بحمص يقال : إنه قبر خالد بن يزيد بن معاوية أخو معاوية هذا ; ولكن لما اشتهر أنه خالد والمشهور عند العامة خالد بن الوليد : ظنوا أنه خالد بن الوليد وقد اختلف في ذلك هل هو قبره أو قبر خالد بن يزيد . وذكر أبو عمر بن عبد البر في " الاستيعاب " أن خالد بن الوليد توفي بحمص . وقيل : بالمدينة - سنة إحدى وعشرين أو اثنين وعشرين في خلافة عمر بن الخطاب وأوصى إلى عمر والله أعلم .».
وجاء في موقع إسلام ويب: «فإن قبر خالد بن الوليد بحمص، كما ذكر ابن كثير في البداية والنهاية، وهذا هو المشهور عند المؤرخين، وقد ذكر شيخ الإسلام ابن تيمية في الفتاوى أن خالدا اختلف في محل موته، فقيل توفي بحمص وقيل بالمدينة، وبناء على القول بوفاته بالمدينة فهو مدفون بها. والله أعلم.».